# 從地心竄出6：酷寒地獄
《從地心竄出6：酷寒地獄》（英語：Tremors: A Cold Day in Hell）是一部2018年美國怪獸喜劇片，由唐·麥可·保羅執導。本片為《從地心竄出5：血脈傳承》（2015年）的續集和《從地心竄出》系列的第六部電影，劇情描述麥可·葛羅斯和傑米·甘迺迪飾演的伯特·甘莫（Burt Gummer）與兒子崔維斯·B·威克（Travis B. Welker）抵達加拿大努納武特地區的北極地帶對付能適應低溫的加博巨蟲（Graboid），同時伯特的身體似乎出了狀況。
電影於2018年5月1日在美國以DVD首映發行，並上線Netflix。

## 劇情
資深加博巨蟲（Graboid）獵人伯特·甘莫與私生子崔維斯·B·威克分手，獨自在內華達州的完美小鎮（Perfection）接管張氏商店（Chang's Market），此時的小鎮已處於近乎廢棄狀態；伯特也是那唯一的居民。某日，加拿大努納武特地區出現加博巨蟲殺死了三名在冰川採集冰蕊的年輕研究員，這使莉塔·希姆斯博士請求伯特的協助。伯特和崔維斯的飛機遭到了一隻爆屁獸（Ass Blasters）襲擊而緊急迫降。
到達研究所後，伯特結識了瓦爾·麥基的女兒瓦萊麗·麥基。伯特了解到，北極的高溫條件使該地區成為了加博巨蟲的棲息地。伯特懷疑研究所鄰近的國防高等研究計劃署（DARPA）正在透過加博巨蟲研發生物武器。當爆屁獸襲擊該設施時，伯特營救了一名研究人員費雷茲博士，但經歷了一次突然昏迷。他得知自己從一年前進入巨蟲體內時就已經感染了一種基於巨蟲毒液的寄生蟲，他們需要從活的蟲體內提取抗體以拯救他。隨著巨蟲繼續殺死研究人員和人員，眾人試圖從研究所進入發電機廠房，飛行員瑪克正在修理飛機，設施主管斯瓦克馬創建了一個臨時地下電圍欄。其他人則前往通訊塔，並關閉自動啟動的演習警報。以卡茲先生為首的探員們也因受到襲擊而而加入了伯特等人，他表明他的團隊對提取融化的水感興趣，而非製造生物武器。他同意伯特和崔維斯的條件，從聯邦政府那將完美小鎮歸還並取消今後的稅收。
在殺死幾隻巨蟲後，只剩最後一隻。崔維斯想到了一個計劃，誘使巨蟲關進貨櫃箱中，從側面將其長矛固定在適當的位置，並切斷其前部觸角。崔維斯進入巨蟲口中用注射器提取內部的腺囊中的毒液，然後將其用於挽救伯特的命。卡茲向伯特提出免稅文件，並企圖將那條活捉的巨蟲用於生物武器的研究；但伯特利用裝載炸彈的遙控飛機炸死了巨蟲，阻止了的陰謀。崔維斯和莉塔相互愛戀並吻別，伯特勉強接受兒子的表現。

## 演員
- 麥可·葛羅斯飾演伯特·甘莫（Burt Gummer）
- 傑米·甘迺迪飾演崔維斯·B·威克（Travis B. Welker）
- 坦雅·范葛瑞安（英语：Tanya van Graan）飾演莉塔·希姆斯博士（Dr. Rita Sims）
- 潔美-李·莫妮（Jamie-Lee Money）飾演瓦萊麗·麥基（Valerie McKee）
- 廣山·奈都（Kiroshan Naidoo）飾演哈特·漢森（Hart Hansen）
- 基諾·李·赫克托（Keeno Lee Hector）飾演阿克萊克（Aklark）
- 羅布·范武倫（Rob van Vuuren）飾演斯瓦克馬（Swackhamer）
- 阿德里安娜·皮爾斯（Adrienne Pearce）飾演瑪克（Mac）
- 弗朗切斯科·納西貝尼（Francesco Nassimbeni）飾演查爾斯·費雷茲博士（Dr. Charles Ferezze）
- 保羅·杜托伊特（Paul du Toit）飾演卡茲先生（Mr. Cutts）
- 克里斯蒂·佩魯索（Christie Peruso）飾演地質科學家瓦加斯（Geo-Tech Vargas）
- 傑·安斯蒂（Jay Anstey）飾演D博士（Dr. D）

## 備註
1. 也稱作《從地心竄出6》[2]。

## 外部連結
- 互联网电影数据库（IMDb）上《從地心竄出6：酷寒地獄》的资料（英文）